# Stefanina Moro
Stefanina Moro (Génova, 1927-Asti, 9 de octubre de 1944) fue una partisana italiana durante la ocupación de su país por las fuerzas de la Alemania nazi. Sirviendo como mensajera, fue capturada por las fuerzas nazis. Torturada por ellos para obtener información, murió a causa de sus heridas.

## Biografía
Nacida en Génova, vivió en el distrito de Quezzi. Durante la guerra de liberación italiana, se desempeñó como staffetta, una mensajera, responsable de mantener las comunicaciones entre grupos de partisanos. En 1944, todavía una adolescente, fue arrestada por las fuerzas nazis. Fue llevada, primero a la Casa del Fascio en Cornigliano, y luego a la Casa dello Studente en Corso Gastaldi. Este último era un antiguo edificio universitario ocupado por los nazis y convertido en prisión. Allí, las torturas se llevaron a cabo bajo el mando del oficial de las SS Friedrich Engel, quien llegaría a ser conocido como el «Verdugo de Génova». Moro fue torturada en un intento de obligarla a revelar los nombres de sus aliados, pero estos intentos no tuvieron éxito. Posteriormente, fue hospitalizada en Asti, donde murió el 9 de octubre a consecuencia de sus heridas.

## Legado
Su nombre fue inscrito en un memorial a los de Quezzi que murieron oponiéndose a la ocupación nazi, cuya dedicatoria dice: «Non caddero invano ma per la libertà. Il Comitato di Liberazione Nazionale Liguria agli eroici caduti del rione di Quezzi». («No cayeron en vano sino por la libertad. El Comité de Liberación Nacional de Liguria a los heroicos caídos del distrito de Quezzi»). Además, la ciudad de Génova nombró una calle, la Vía Stefanina Moro, en su honor, con una placa que decía «Vía Stefanina Moro - Caduta per la libertà (Caída por la libertad) - 1927 – 9/10/1944».
En abril de 2020, con motivo del 75 aniversario de la Liberación de Italia, Sandra Zampa, Subsecretaria del Ministerio de Salud para el gobierno Conte, pronunció un discurso en honor a las mujeres de la Resistencia, nombrando a Stefanina Moro junto a otras partisanas como Nilde Iotti e Irma Bandiera.